# Muhammetkali Abulgazijev
Muhammetkali Abulgazijev (kirgizül: Мухамметкалый Дүшекеевич (Дүшеке уулу) Абылгазиев; Kocskor, 1968. január 20. –) kirgiz politikus, az ország miniszterelnöke (2018-tól).

## Politikai pályafutása
2016 és 2017 között az ország miniszterelnök-helyettese, 2017 augusztusában – egy rövid ideig – ideiglenes kormányfője volt, majd Szooronbaj Dzseenbekov elnök hivatalának személyzeti főnöke. 2018 tavaszán a parlament megvonta bizalmát a Szapar Iszakov vezette kabinettől, és április 20-án – a kormánykoalíció vezető pártja, a Szociáldemokrata Párt jelölésére – kinevezi kormányfőnek. Kormánya öt nappal később (április 25.) hivatalosan is megalakult.